# Бубенко, Йозеф
Йо́зеф Бу́бенко (словац. Jozef Bubenko; 21 марта 1951; Прешов, Чехословакия) — чехословацкий футболист, выступавший на позиции нападающего. В настоящее время — словацкий футбольный тренер.

## Клубная карьера
В бытность игроком Бубенко выступал за два клуба. Большую часть своей игровой карьеры провёл за «Татран». Но, достижение пришло в участии за другой клуб, коим стала «Дукла» из Банска-Бистрицы. В розыгрыше Кубка Чехословакии 1980/81 команда Йозефа Бубенко дошла до финальной стадии турнира, где, сыграв вничью с одноклубниками из Праги, проиграла в серии послематчевых пенальти.

## Тренерская деятельность
Тренируя команду из Бардеёва, Бубенко вывел её в высшую лигу Словакии, тем самым достигнув наивысшего успеха в истории клуба. В 1996 году возглавил братиславский «Интер». И вновь Бубенко достигает с командой наивысших достижений. Поэтапно в 1997/98 и в 1998/99 команда завоёвывает бронзу и серебро, последующие два года золото. Более того, в те же два сезона были завоёваны два Кубка Словакии. Таким образом в сезонах 1999/00 и 2000/01 под руководством Бубенко «Интер» оформил золотой дубль. Достижение в дав золотых дубля подряд достигнуть не могут и по сей день.
5 июня 2002 года покинул «Интер» подписав контракт с греческим клубом «Паниониос» из Афин.. В первый период руководства в клубе дважды квалифицировал команду в Кубок УЕФА. В розыгрыше которого путь команде преградила сама «Барселона», во втором раунде. После сезона 2003/04 Бубенко покинул расположение клуба по семейным обстоятельствам.
В августе 2004 года стал главным тренером молодёжной сборной Словакии, где сменил на этом посту Ладислава Юркемика. Бубенко хорошо провёл отборочный цикл с командой набрав вместе с молодёжной сборной России по 19 очков. Но из-за лучшей разницы на чемпионат отправилась российская сборная. В 2005 году вернулся в «Паниониос», однако в феврале 2006 года подал в отставку из-за неудовлетворительных результатов.
В том же году вернулся в Словакию, где возглавил местный «Спартак» из Трнавы, но и тут не заладилось с результатами. После 11 матчей Бубенко покинул клуб, а вместо него пришёл Йозеф Адамец. В ноябре состоялось второе пришествие в «Ираклис». Былых достижений достигнуть не сумел, более того, в феврале 2007 года ушёл из клуба.

## Достижения

### Игрока
- «Дукла» (Банска-Бистрица)
  - Финалист Кубка Чехословакии: 1980/81

### Тренера
- «Татран»
  - Финалист Кубка Чехословакии: 1991/92
- «Интер» (Братислава)
  - Чемпион Словакии: 1999/00, 2000/01
  - Серебряный призёр чемпионата Словакии: 1998/99
  - Бронзовый призёр чемпионата Словакии: 1997/98, 2001/02
  - Обладатель Кубка Словакии: 1999/00, 2000/01
  - Лучший тренер Словакии: 2000